# Войтов, Игорь Витальевич
Игорь Витальевич Войтов (бел. Ігар Вітальевіч Войтаў; род. 15 августа 1961, Минск, Белорусская ССР, СССР) — белорусский государственный деятель, учёный в области геоэкологии и геотехнологии. Доктор технических наук, профессор.
Работал в различных структурах, связанных с природоохраной и экологией в Советском Союзе и Беларуси. С 2005 года начал работать в Государственном комитете по науке и технологиям, а в 2009 году возглавил данное ведомство. В разные годы также был проректором в БНТУ и БГУ. С 3 марта 2016 года — ректор Белорусского государственного технологического университета.

## Биография
Родился 15 августа 1961 года в Минске. В 1983 году окончил Белорусский политехнический институт (ныне БНТУ) по специальности «гидротехническое строительство речных сооружений и гидроэлектростанций». В одном из своих интервью Игорь Витальевич рассказал, что «на профессиональный выбор повлиял пример отца, который был одним из руководителей строительства Вилейско-Минской водной системы». Во время и после учёбы участвовал в молодёжном экологическом движении. Тогда ещё молодой учёный участвовал в экспедициях в Полесье, посещал стройплощадки, где возводились новые объекты нефтехимического комплекса, портовые сооружения и причалы, встречался с представителями власти. В 1996 году окончил Академию управления при президенте Республики Беларусь по специальности «государственное управление». Также отучился в аспирантуре Национальной академии наук Республики Беларусь.
По окончании политехнического института пошёл работать в Министерство мелиорации и водного хозяйства СССР инженером Центрального научно-исследовательского института комплексного использования водных ресурсов. Однако уже через год, в 1984, перешёл работать в Государственный комитет по охране природы Белорусской ССР. Будущий учёный работал там старшим инженером, главным инспектором, главным специалистом отдела экономики и организации природопользования. Параллельно с этим, в 1991 году, в Институте проблем использования природных ресурсов и экологии Игорь Витальевич защитил диссертацию на соискание учёной степени кандидата технических наук по теме «Управление рациональным использованием и охраной малых рек Беларуси: геотехнологические и экономические аспекты». С 1993 по 1994 год возглавлял отдел управления экономики и организации природопользования Государственного комитета по экологии Республики Беларусь.
В 1994 году был назначен первый заместителем министра природных ресурсов и охраны окружающей среды Республики Беларусь. В 2000 году в Белорусской государственной политехнической академии под научным руководством доктора технических наук Эдуарда Михневича защитил диссертацию на соискание учёной степени доктора технических наук по теме «Научные основы рационального управления и охраны водных ресурсов трансграничных рек для достижения устойчивого развития и эколого-безопасного водоснабжения Беларуси». В Министерстве природных ресурсов и охраны окружающей среды Игорь Витальевич проработал до 2002 года, после чего был назначен проректором по экономике и коммерческой деятельности Белорусского государственного университета.
С января 2005 по 25 июня 2009 — заместитель председателя Государственного комитета по науке и технологиям Республики Беларусь, с 26 июня 2009 по 15 октября 2013 — председатель данного ведомства. В феврале 2014 года Игорь Витальевич стал работать проректором по учебной работе и международному научному и образовательному сотрудничеству в стенах родного Белорусского национального технического университета.

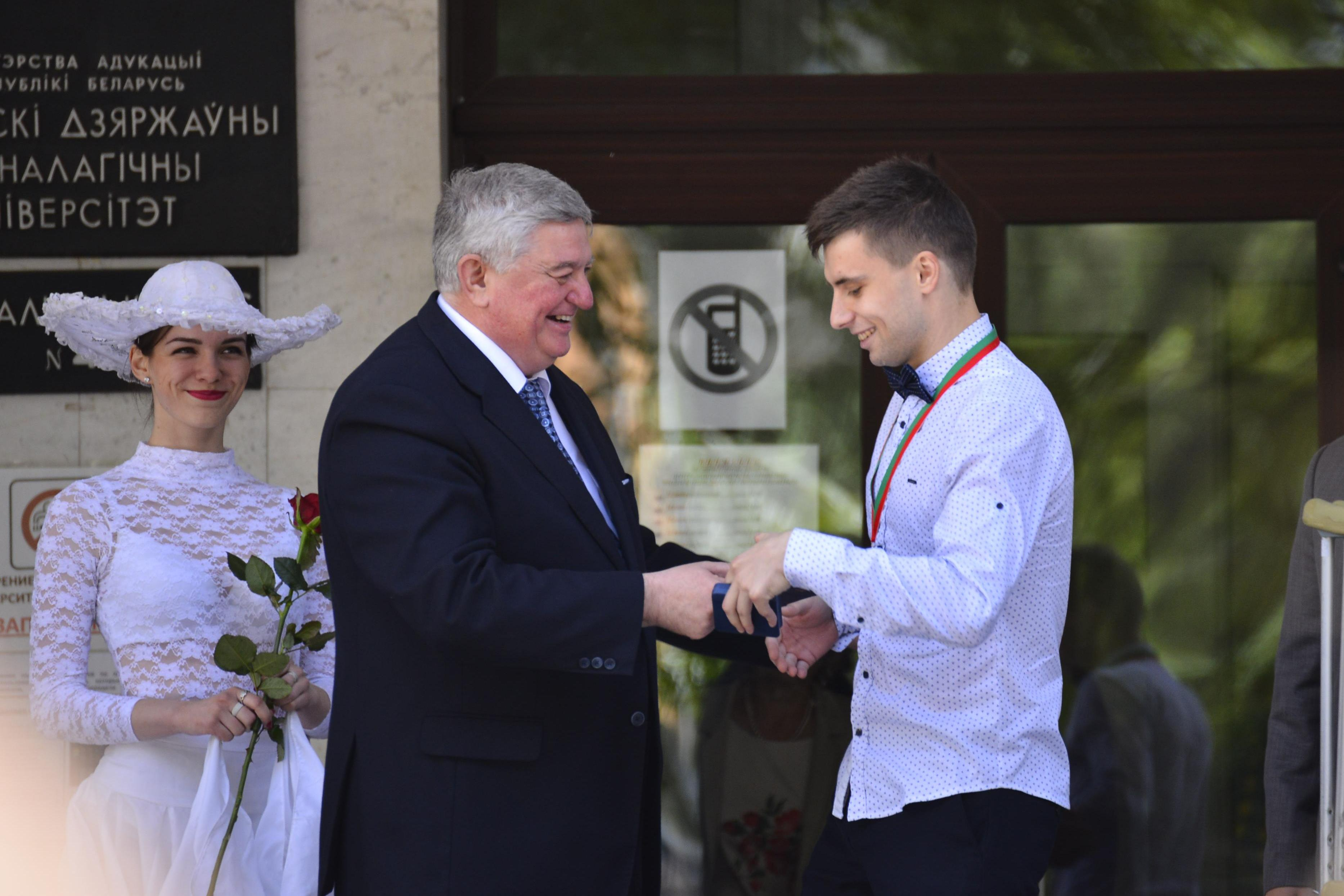
Игорь Войтов награждает выпускника медалью университета

3 марта 2016 года был назначен ректором Белорусского государственного технологического университета. Под его руководством университет перешёл на модель «Университет 3.0», благодаря которой БГТУ постепенно создаёт «электронный университет», было открыто несколько новых кафедр на базе вуза, а также несколько филиалов на базе кафедр университета. Был делегатом VI Всебелорусского народного собрания.

## Научная деятельность
Автор более 470 публикаций, включая 26 монографий, около 150 научных и аналитических статей, свыше 50 методических и учебно-методических работ. В рамках научной деятельности интересуется геоэкологией и геотехнологиями, способами охраны окружающей среды и природных ресурсов, управлением и охраной водосборов рек и водоемов, организацией мониторинга состояния и изменений окружающей среды, методами контроля загрязнения природной среды и рационального использования природных ресурсов.

### Основные публикации
- Войтов И. В. Научно-методические основы анализа и оценок технологического прогнозирования развития новых высокотехнологичных промышленных производств (неопр.) / И. В. Войтов, М. А. Гатих[бел.], В. А. Рыбак. — Минск: БГТУ, 2015. — 531 с.
- Войтов И. В., М. А. Гатих[бел.], Топольцев А. Л., Хитько В. И. Мировые тенденции анализа и оценок состояния и развития технологического прогнозирования и достижений промышленных производств / под ред. И. В. Войтова ; отв. за вып. Е. А. Логвинович. — Минск: БГУ, 2013. — 472 с. — ISBN 978-985-518-836-1.
- Войтов И. В. Методология развития инновационных производств на основе технологического прогнозирования и оценки использования природных ресурсов / под научн. ред. И. В. Войтова. — Минск: Беларуская навука[бел.], 2012. — 438 с.
- Войтов И. В., Топольцев, А. Л., Чечко, А. П., Бондаренко, М. А. Правовое обеспечение направлений научно-технической и инновационной деятельности: метод. пособие / сост.: И. В. Войтов, А. Л. Топольцев, А. П. Чечко, М. А. Бондаренко. — Минск: БелИСА, 2012. — С. 227. — ISBN 978-985-6874-32-4.
- Войтов, И. В., Анищик, В. М., Гришанович, А. П., Толочко, Н. К. Инновационная деятельность и венчурный бизнес : научно-методическое пособие / отв. за вып. Е. В. Судиловская. — Минск: БелИСА, 2011. — 188 с. — ISBN 978-985-6874-19-5.
- Войтов И. В. и др. Сборник методических материалов по осуществлению инновационной деятельности и реализации инновационных программ : методическое издание / под ред. И. В. Войтова ; отв. за вып. Е. В. Судиловская. — БелИСА, 2011. — 268 с. — ISBN 978-985-6874-16-4.
- Войтов И. В. Руководство по подготовке и реализации проектов глобального экологического фонда / Войтов И. В.. — Минск: Технология, 2001. — 69 с.
- Войтов И. В. Экологические требования при развитии производительных сил на территории Белорусской ССР / И. В. Войтов. — Минск: БелНИИНТИ, 1990. — 77 с.

## Награды
- Почётная грамота Совета министров Республики Беларусь (12 августа 2011) — за многолетнюю плодотворную работу, значительный личный вклад в реализацию государственной политики в области научной, научно-технической и инновационной деятельности, разработку нормативной правовой базы научной сферы[10].

## Личная жизнь
Женат, имеет дочь.